# Шашков Серафим Серафимович
Шашков Серафим Серафимович (1841—1882) — російський публіцист і етнограф.

## Життєпис
Народився в Іркутську 5 (17) листопада в родині Кяхтинського священика, людини досить освіченої, але схильної до алкоголізму. Навчався спочатку в повітовому духовному училищі, а потім, з 1854 по 1860 рік у Іркутській духовній семінарії. Після закінчення семінарського курсу Шашков був посланий до Казанської духовної академії, де його наставниками були Г. З. Єлисєєв і О. П. Щапов, але в наступному році був відрахований з неї (за участь в панахиді по жертвам Бездненського повстання в 1861 році) і відправився в столицю, щоб слухати лекції в університеті Петербурга.
У 1863 році Шашков повернувся в Сибір.

Був членом «сибірського гуртка» Г. М. Потаніна і М. М. Ядрінцева; відома справу про «сибірський сепаратизм» спричинило для Шашкова заслання. З 1868 по 1873 рік він повинен був проживати в місті Шенкурську, Архангельської губернії, потім у Боброві, Воронежі і, нарешті, в Новгороді, де і залишався до самої смерті.